# Ordre executiva

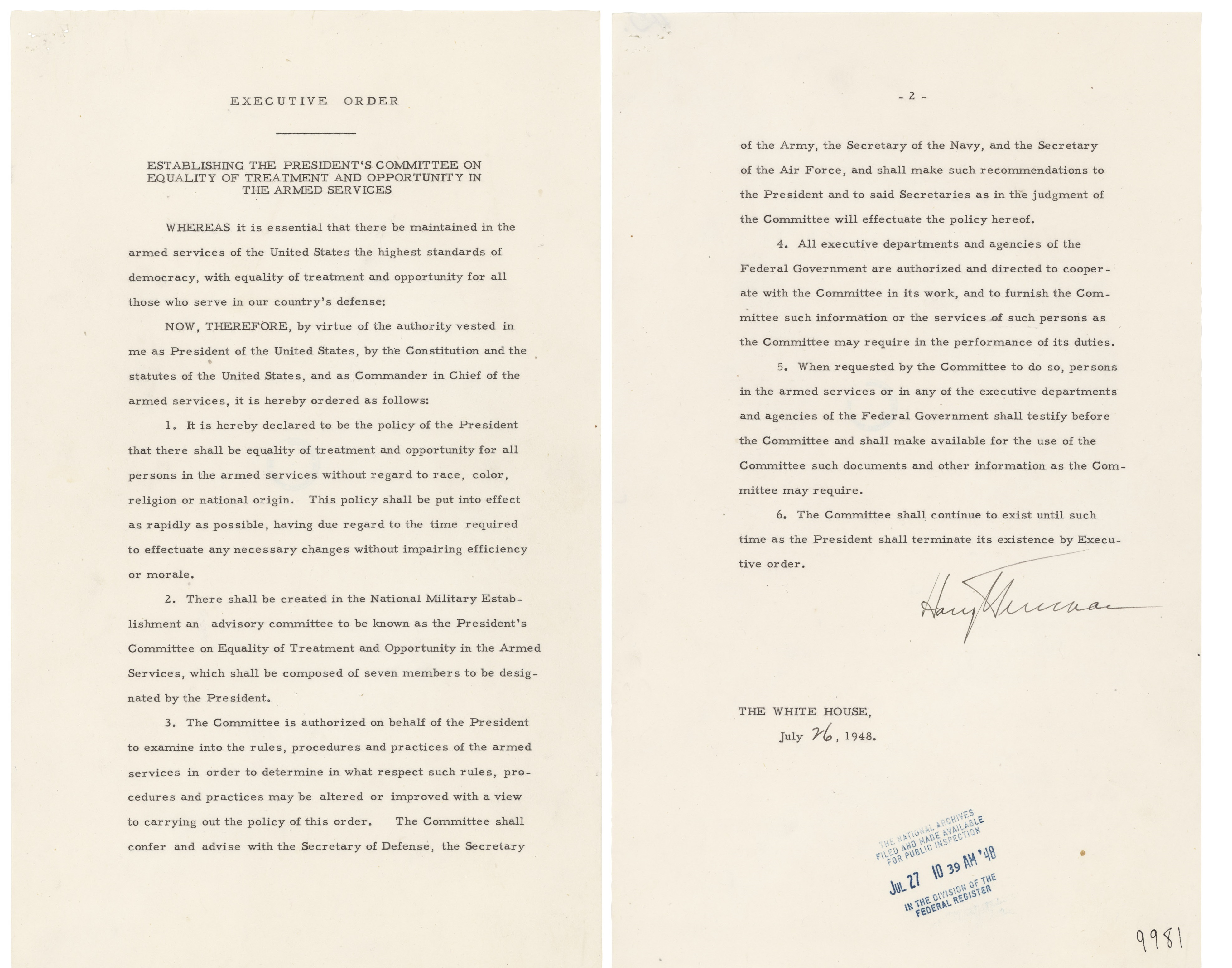
Ordre executiva 9981, signada pel president Harry S. Truman al juliol de 1948, que va abolir la discriminació racial en les Forces Armades.

Les ordres executives (en anglès, executive orders), també anomenades ordres presidencials, decrets presidencials, ordenaments presidencials o ordenances executives, són disposicions dictades pel President dels Estats Units que administren les operacions de la branca executiva del govern federal.
Les ordres executives pertanyen al dret administratiu, però tenen força de llei únicament quan se sustenten en les facultats executives atorgades directament al President dels Estats Units per la Constitució (article II), o es dicten conforme a lleis del Congrés que explícitament deleguen en el president cert grau de poder discrecional (legislació delegada).
Igualment com els cossos legals i els reglaments promulgats per organismes governamentals, les ordres executives estan subjectes a la revisió judicial i poden ser deixades sense efecte si els tribunals consideren que el seu contingut no és conforme a la llei o la Constitució. Les principals iniciatives polítiques requereixen de l'aprovació pel poder legislatiu, però les ordres executives tenen una influència significativa en els assumptes interns de govern, decidint com i en quina mesura la legislació serà aplicada, enfrontar situacions d'emergència, lliurar guerres, i en general, la precisió de les opcions de polítiques en la implementació de les lleis de contingut ampli.

## Taula d'ordres executives dels presidents dels EUA
| President                               | Cantidad | Número d'O.E. inicial |
| --------------------------------------- | -------- | --------------------- |
| George Washington                       | 8        | n/a                   |
| John Adams                              | 1        | n/a                   |
| Thomas Jefferson                        | 4        | n/a                   |
| James Madison                           | 1        | n/a                   |
| James Monroe                            | 1        | n/a                   |
| John Quincy Adams                       | 3        | n/a                   |
| Andrew Jackson                          | 12       | n/a                   |
| Martin van Buren                        | 10       | n/a                   |
| William Henry Harrison                  | 0        | n/a                   |
| John Tyler                              | 17       | n/a                   |
| James K. Polk                           | 18       | n/a                   |
| Zachary Taylor                          | 5        | n/a                   |
| Millard Fillmore                        | 12       | n/a                   |
| Franklin Pierce                         | 35       | n/a                   |
| James Buchanan                          | 16       | n/a                   |
| Abraham Lincoln                         | 48       |                       |
| Andrew Johnson                          | 79       |                       |
| Ulysses S. Grant                        | 217      |                       |
| Rutherford B. Hayes                     | 92       |                       |
| James Garfield                          | 6        |                       |
| Chester Arthur                          | 96       |                       |
| Grover Cleveland (1.° periodo)          | 113      |                       |
| Benjamin Harrison                       | 143      |                       |
| Grover Cleveland (2.° periodo)          | 140      |                       |
| William McKinley                        | 185      |                       |
| Theodore Roosevelt                      | 1081     |                       |
| William Howard Taft                     | 724      |                       |
| Woodrow Wilson                          | 1803     |                       |
| Warren G. Harding                       | 522      |                       |
| Calvin Coolidge                         | 1203     |                       |
| Herbert Hoover                          | 968      | 5075                  |
| Franklin D. Roosevelt                   | 3522     | 6071                  |
| Harry S. Truman                         | 907      | 9538                  |
| Dwight D. Eisenhower                    | 484      | 10432                 |
| John F. Kennedy                         | 214      | 10914                 |
| Lyndon B. Johnson                       | 325      | 11128                 |
| Richard Nixon                           | 346      | 11452                 |
| Gerald R. Ford                          | 169      | 11798                 |
| Jimmy Carter                            | 320      | 11967                 |
| Ronald Reagan                           | 381      | 12287                 |
| George H. W. Bush                       | 166      | 12668                 |
| Bill Clinton                            | 308      | 12834                 |
| George W. Bush                          | 291      | 13198                 |
| Barack Obama                            | 276      | 13489                 |
| Donald Trump                            | 217      | 13765                 |
| Joe Biden (fins al 21 de gener de 2021) | 43       | 13982                 |